# Dendronephthya flammea
Dendronephthya flammea is een zachte koraalsoort uit de familie Nephtheidae. De koraalsoort komt uit het geslacht Dendronephthya. Dendronephthya flammea werd in 1922 voor het eerst wetenschappelijk beschreven door Sherriffs. 